# Elektrociepłownia Rzeszów
Elektrociepłownia Rzeszów – główny producent energii cieplnej i elektrycznej dla miasta Rzeszowa i okolicy. Wybudowana w latach 1976–1983. Należy do Grupy PGE.

## Historia
W latach 1976–1983 trwał pierwszy etap budowy elektrociepłowni. Wybudowane zostały 4 kotły WR-25 wraz z infrastrukturą niezbędną do docelowej rozbudowy Elektrociepłowni. Inwestorem tego etapu była Wojewódzka Dyrekcja Rozbudowy Miast i Osiedli Wiejskich w Rzeszowie, a generalnym wykonawcą „ENERGOPRZEM” Przedsiębiorstwo Montażu Elektrowni w Krakowie. Użytkownikiem obiektu zostało Miejskie Przedsiębiorstwo Energetyki Cieplnej w Rzeszowie. Elektrociepłownia odtąd pokrywała 27% zapotrzebowania miasta na energię cieplną.
W roku 1983 rozpoczął się kolejny, drugi etap rozbudowy elektrociepłowni trwający do 1988. Obejmował on budowę dwóch kotłów WP-120 o łącznej mocy cieplnej 280 MW wraz z pomocniczymi obiektami, ujęcia wody na rzece Wisłok, stacji elektroenergetycznej 110/15/6 kV „Rzeszów Staromieście” 50°03′32,0″N 22°00′44,5″E/50,058889 22,012361 z układem sieci elektrycznych, warsztatów oraz rozbudowaną bocznicę kolejową. Inwestorem drugiego etapu i przyszłym użytkownikiem obiektu został Rzeszowski Zakład Energetyczny, który przejął od MPEC Rzeszów obiekty wybudowane w okresie pierwszego etapu.
W trzecim etapie była planowana budowa dwóch bloków BC-50, które miały wytwarzać energię elektryczną i cieplną w skojarzeniu. Jednak przemiany polityczne i sytuacja gospodarcza kraju po 1989 roku uniemożliwiły realizację tej części projektu.
W kwietniu 1994 roku Elektrociepłownię Rzeszów Sp. z o.o wydzielono ze struktur Rzeszowskiego Zakładu Energetycznego.
1 stycznia 1997 roku elektrociepłownię przekształcono w spółkę akcyjną.
W połowie lat 90. XX wieku podjęto uchwałę o dalszej rozbudowie.
26 maja 2003 roku oddanie do użytku bloku gazowo-parowego BGP-100, poszerzyło działalność firmy o wytwarzanie energii elektrycznej w układzie skojarzonym z energią cieplną, na bazie gazu ziemnego, technologię bezpieczną dla środowiska naturalnego.
Od 1 lipca 2003 roku Elektrociepłownia Rzeszów SA prowadzi komercyjną eksploatację nowego bloku. W przekroju całego roku ponad 65% ciepła wysyłanego z elektrociepłowni do miejskiego systemu ciepłowniczego pochodzi z bloku BGP-100, natomiast wyprodukowana energia elektryczna pokrywa praktycznie w całości potrzeby miasta.
9 maja 2007 roku Elektrociepłownia Rzeszów SA weszła w skład Polskiej Grupy Energetycznej SA i od dnia 18 czerwca 2008 roku występowała pod nazwą PGE Elektrociepłownia Rzeszów S.A.
W wyniku przeprowadzonego procesu konsolidacji spółek Grupy Kapitałowej PGE od dnia 1 września 2010 roku Elektrociepłownia Rzeszów stała się oddziałem spółki PGE Górnictwo i Energetyka Konwencjonalna S.A. z siedzibą w Bełchatowie.
24 października 2014 roku został oddany do eksploatacji nowy blok kogeneracyjny działający w oparciu o silniki spalinowe tłokowe. Zasilany gazem ziemnym, blok ma całkowitą moc elektryczną ok. 29 MWe oraz moc cieplną ok. 27 MWt. Składa się z czterech silników spalinowych tłokowych firmy Rolls-Royce, napędzających generatory elektryczne wyprodukowane przez firmę ABB. Inwestycja została wykonana przez firmę Introl SA z Katowic, a wartość projektu wyniosła 110 mln netto.
1 stycznia 2019 roku nastąpiła integracja aktywów ciepłowniczych w Grupie Kapitałowej PGE, w wyniku której 6 elektrociepłowni zostało przeniesionych z PGE Górnictwo i Energetyka Konwencjonalna do PGE Energia Ciepła. Elektrownia Rzeszów zmieniła oficjalną nazwę na PGE Energia Ciepła S.A. Oddział Elektrociepłownia w Rzeszowie.

## Klub Sportowy Elektrociepłownia Rzeszów
Przy elektrociepłowni działają sekcje siatkówki, żeglarstwa. Istniała sekcja piłki nożnej. W roku 1997 do rozgrywek ligowych w klasie C został zgłoszony piłkarski klub Elektrociepłownia Rzeszów. W roku 2005 klub awansował do rozgrywek IV ligi. W sezonie 2005/06 Elektrociepłownia na poziomie 4. ligi podkarpackiej rywalizowała m.in. z Resovią czy Stalą Mielec. Piłkarze tego zespołu występowali potem w rozgrywkach klasy okręgowej. W związku z doniesieniami o aferze korupcyjnej, w której mieli uczestniczyć działacze klubu, zakład od dnia 30 czerwca 2008 przestał sponsorować drużynę. Klub piłkarski musiał zmienić nazwę.